# Federalist Papers

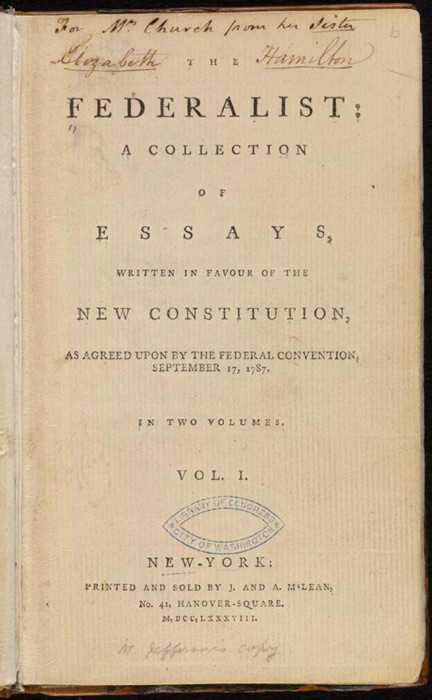
Titelpagina van The Federalist, New York 1788

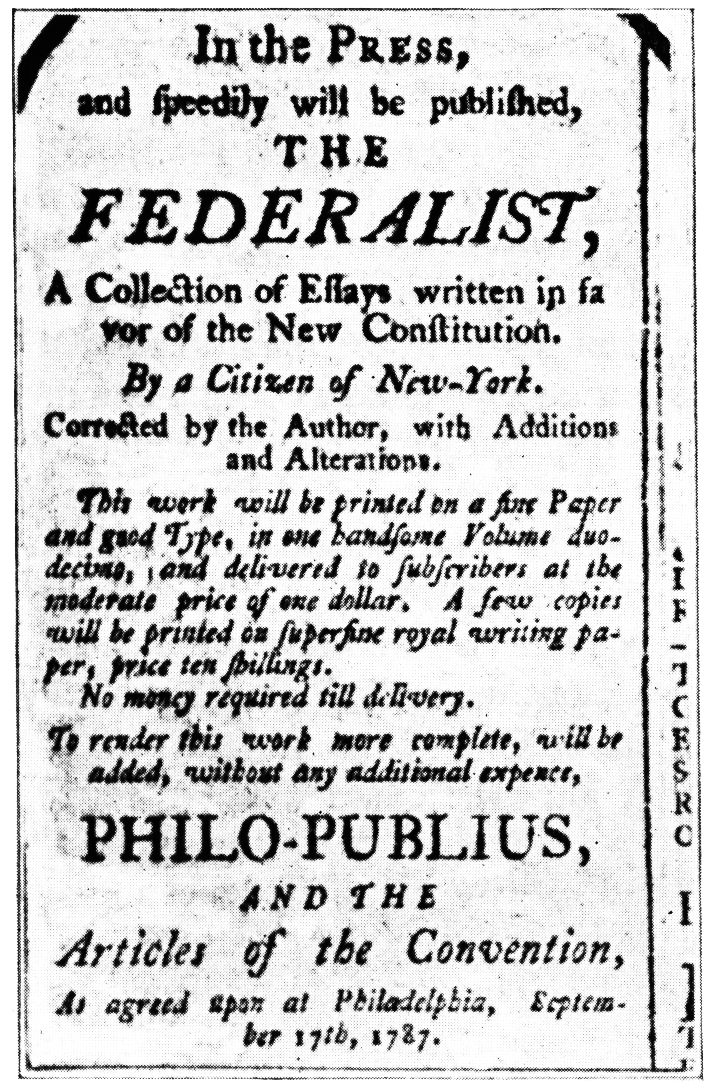
Een advertentie voor The Federalist

De Federalist Papers (Federalistische Documenten) is een bundeling van 85 essays over de verschillende artikelen van het ontwerp voor de Amerikaanse Grondwet, die oorspronkelijk verschenen als ingezonden brief in dagbladen in de staat New York. Inhoudelijk hadden  ze gemeen, dat gepleit werd het ontwerp te ratificeren zodat er een sterk federaal politiek bestuur kon worden gevestigd volgens de principes van de democratische rechtsstaat. Tegenstanders van ratificatie wensten dat er meer macht bij de staten en hun burgers bleef. De stukken werden in 1788 als compilatie uitgegeven onder de titel The Federalist, sinds de twintigste eeuw wordt deze bundel The Federalist Papers genoemd.
De auteurs van The Federalist Papers waren de politicus James Madison, latere president van de Verenigde Staten, de filosoof Alexander Hamilton en de diplomaat John Jay, alle drie schrijvend onder het pseudoniem Publius. De bekendste artikelen zijn N°10 en N°51, beide geschreven door James Madison.

## Achtergrond
De Papers worden algemeen beschouwd als een van de belangrijkste bronnen die een interpretatie geven van de verschillende artikelen van de Amerikaanse Grondwet en deze uitleggen. Oorspronkelijk zijn ze geschreven als een reeks open brieven gericht aan de burgers van de staat New York, bedoeld om de publieke opinie in die staat achter de in 1787 vastgelegde ontwerptekst van de Grondwet te krijgen. Deze moest door alle plaatselijke organen van volksvertegenwoordiging worden geratificeerd om van kracht te kunnen worden.

## Auteurs

### Alexander Hamilton
Op 27 september 1787 verscheen van de hand van "Cato" in New Yorkse kranten een aanval op de kort daarvoor gepubliceerde ontwerptekst voor een Grondwet van de Verenigde Staten. Algemeen werd aangenomen dat "Cato" een pseudoniem was van de gouverneur van New York, George Clinton. Hij kreeg navolging van andere machtige New Yorkse politici die eveneens onder Romeinse pseudoniemen kritieken begonnen te publiceren. Alexander Hamilton, privésecretaris van opperbevelhebber George Washington, was de New Yorkse pleitbezorger van de nieuwe grondwet. Zijn schrijftalent was al gebleken toen hij het had opgenomen voor de zaak van de kolonisten in de jaren voorafgaand aan de Amerikaanse Revolutie. Hij schreef als "Caesar" in twee artikelen een scherp antwoord op Clinton, maar zag daarna af van verdere persoonlijk gerichte polemiek.
Hij schreef het meest, 51 artikelen in 6 maanden.

### James Madison
James Madison was de oudste zoon van een plantagehouder uit Virginia en ook hij had zijn eerste ervaring als politicus opgedaan tijdens de revolutie. Hij maakte deel uit van de 'Privy Council' die de gouverneur adviseerde en werkte ook als privésecretaris van gouverneur Patrick Henry.

### John Jay
In de tijd dat The Federalist voor het eerst verscheen, genoot John Jay van de drie mannen het meeste aanzien. Hij was de oudste van de drie en kwam uit een rijke New Yorkse koopmansfamilie. Hij was lid geweest van het Continental Congress, voorloper van het Amerikaans Congres, en was daarvan in 1778 negen maanden de voorzitter. Hij was ook de auteur van de eerste grondwet van de staat New York (1777). Hij was van 1779 tot 1782 Amerikaans ambassadeur in Spanje en vanaf 1784 de tweede minister van Buitenlandse Zaken. Zijn faam had hij vooral te danken aan zijn werk als internationaal diplomaat, waar hij er onder meer aan bijdroeg dat Amerika de overgang van kolonie naar een  onafhankelijke staat kon maken. Hij werd in 1789 de eerste opperrechter van het Amerikaanse Hooggerechtshof. 
Later was John Jay belangrijkste onderhandelaar voor de Amerikanen met de Britten om de spanningen tussen beide staten te verminderen die ontstonden na het einde van de onafhankelijkheidsoorlog. Hij was naamgever van het daaruit voorvloeiende, omstreden,  Verdrag van Jay (Treaty of London) uit 1794, geratificeerd 1795. Hij werd toen door velen gezien als een mogelijke opvolger van George Washington als president, maar kritiek dwong hem af te treden als opperrechter.

## Beoordelingen
De latere Amerikaanse president Thomas Jefferson omschreef in een brief aan Madison, gedateerd op 18 november 1788, The Federalist als the best commentary on the principles of government which was ever written.